# Тибо Старый
Тибо Старый (фр. Thibaud l'Ancien; между 880 и 890 — ранее 942) — виконт Блуа с 906 года, виконт Тура с 908 года), граф Тура и Блуа, возможно, с 940 года. Родоначальник Тибальдинов, известных как дом Блуа.

## Биография
Тибо происходил предположительно из знатного франко-бургундского рода. Он впервые упоминается в источниках под 906 годом как виконт Блуа. Двумя годами позже он стал ещё и виконтом Тура, заменив в этом качестве Фулька Рыжего, родоначальника анжуйского дома. Тибо смог распространить свою власть на Шинон, Сомюр и Бургей. Он был вассалом маркизов Нейстрии Роберта и Гуго Великого
Имя первой его супруги неизвестно. Второй его женой стала Рихильда Буржская, также известная как Рихильда Мэнская (ок. 890 — ок. 942). Её происхождение до конца не установлено. По одной версии, она дочь Гуго, графа Буржа, и Ротхильды, дочери короля Карла Лысого и Рихильды Арденнской. По другой — внучка Бернара, маркиза Готии, графа Пуатье, Буржа и Отена. Сыном от этого брака был Тибо I Плут, который наследовал отцу.
Существует также версия, что второй женой Тибо Старого была Рихильда Блуаская, дочь графа Парижа и Тура Роберта Сильного и сестра королей Эда и Роберта I. Детьми от этого брака были архиепископ Буржа Ришар (ум. 969) и дочь, супруга последовательно герцог Алена II Бретонского (910—952), граф Анжу Фулька II Доброго (ум. 958) и граф де Мондидье Гилдуина III де Понтье.